# هاوارد والوویتز
هاوارد جوئل والوویتز (به انگلیسی: Howard Joel Wolowitz) یک شخصیت خیالی در سریال تلویزیونی تئوری بیگ بنگ می‌باشد که ایفای نقش آن بر عهده سایمون هلبرگ است. این شخصیت در سریال به خاطر نداشتن دکترا (او فوق لیسانس مهندسی دارد) و زندگی پیش مادرش، مورد تمسخر قرار می‌گیرد. نام او بر اساس یک مهندس کامپیوتر که بیل پریدی او را می‌شناخته، انتخاب شده‌است. او تنها شخصیت این سریال است که در ایستگاه فضایی بین‌المللی حضور داشته‌است.

## بیوگرافی
هاوارد یک مهندس هوافضا در بخش فیزیک کاربردی Caltech و یک فضانورد سابق برای ناسا است که اغلب در آپارتمان لئونارد هافستادتر (جانی گالکی) و شلدون کوپر (جیم پارسونز) دیده می شود. او با راجش کوتراپالی (کونال نییار) بهترین دوستان است. او در 1981 در قسمت اول "ناهنجاری ضرب پنکیک" متولد شد و اهل پاسادنا است (اگرچه مادرش لهجه ساحل شرقی دارد). هاوارد فوق لیسانس مهندسی خود را از موسسه فناوری ماساچوست (MIT) دریافت کرد.
هاوارد از مدل موی کاسه ای/مد خود استفاده می کند و تمایل دارد لباس های بلند دهه 1960 را بپوشد ، مانند تی شرت با یقه V یا پیراهن چشمک زن با دکمه روی یقه اسلیو یا دیکی که دارای سنجاق های مختلفی است (که به تدریج از بین رفته اند)با شلوارهای باریک و کفش های کتانی وینتیج با بادگیر چرمی. او همچنین به سگک کمربند تزئینی علاقه دارد (و جمع آوری می کند) ، اگرچه به شوخی ادعا می کند که تنها یک کمربند دارد. مجموعه او شامل یک کنترلر NES ، یک نشان نقره ای بتمن ، یک ضبط 45 دور در دقیقه ، یک رابط کلینگان و یک دستگیره حاوی ابرقهرمان Flash است. اگرچه او یهودی است ، اما سکولار است و اغلب علیه دین شورش می کند ، حتی تا آنجا پیش می رود که یهودیت را مسخره می کند. او همچنین مفسر زبان اشاره است هاوارد 5 فوت 4 1/4 اینچ قد دارد.